# Berliner TuFC Union 1892

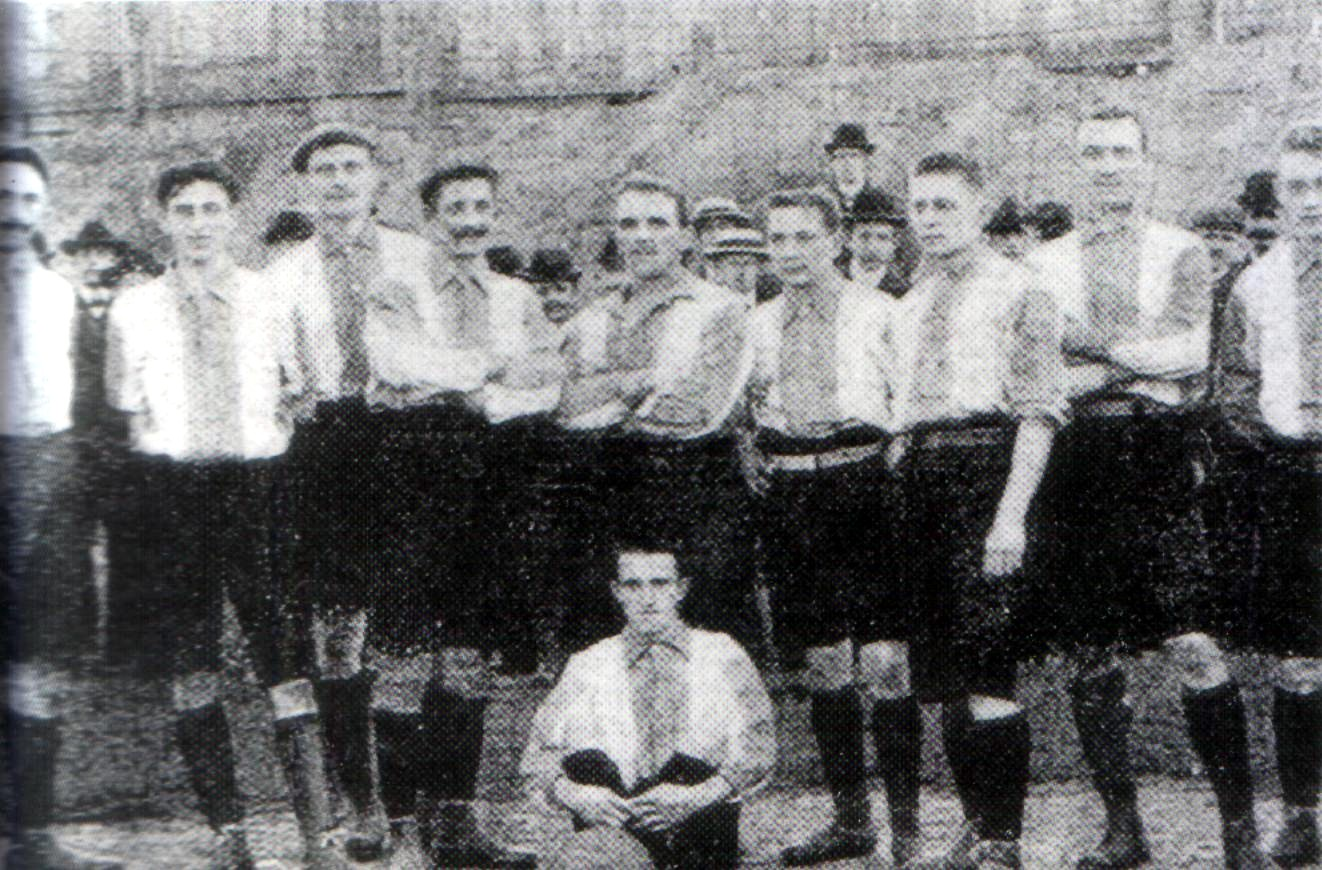
De spelers van Union 92 Berlin die landskampioen werden in 1905

Berliner TuFC Union 1892 (ook bekend als Union 92 Berlin) was een Duitse voetbalclub uit de hoofdstad Berlijn. Union 92 is een van de drie clubs uit Berlijn die er ooit in slaagde om landskampioen te worden. De andere twee zijn Hertha BSC en BFC Viktoria 1889. In 1927 fusioneerde de club met Berliner FC Vorwärts 1890 en werd zo SpVgg Blau-Weiß 1890 Berlin.
De naam leeft nog steeds voort in het Duitse voetbal. De legendarische club SC Union 06 Oberschöneweide werd naar deze club vernoemd en toen de Oost-Berlijnse club in 1950 geboycot werd door de overheid verkasten de spelers naar West-Berlijn om daar SC Union 06 Berlin op te richten. Union Oberschöneweide verdween intussen, maar opvolger van de club 1. FC Union Berlin speelt nog steeds in de hoogste reeksen van het Duitse voetbal.

## Geschiedenis
De club werd in 1892 opgericht. De eerste jaren speelde de club in de schaduw van grotere stadsrivalen. Na aansluiting bij de Berlijnse voetbalbond promoveerde de club in 1899 voor het eerst naar de hoogste klasse. In 1900 sloten zich veel spelers van Berliner FC Frankfurt 1885 bij de club aan wat het doodsvonnis betekende voor de op een na oudste club van het land. De prestaties van de club gingen geleidelijk aan omhoog en in 1904/05 werd de club voor het eerst kampioen. Hierdoor plaatste Union zich voor de eindronde om de landstitel. In de kwartfinale won de club met 4:1 van FuCC Eintracht Braunschweig en in de halve finale versloeg Union Dresdner SC met 2:5. In de finale, die in Keulen gespeeld werd wachtte Karlsruher FV, een van de dominerende clubs op dat moment en torenhoog favoriet. Union verraste iedereen door met 2:0 te winnen en kroonde zich voor de eerste en enige maal tot landskampioen.
Zo mooi de titel was, het zou de enige grote trofee voor de club blijven. In de competitie volgde een teleurstellende vijfde plaats, maar mocht als verdedigend landskampioen wel opnieuw naar de eindronde. In de kwartfinale werd SC Victoria Hamburg met 1:3 verslagen, maar in de halve finale stopte 1. FC Pforzheim de club door met 0:4 te winnen.
In 1907 sloot de voetbalafdeling van FC Olympia Oberschöneweide zich bij de club aan als vierde elftal. De club sloot zich kort na de oprichting aan bij BTuFC Helgoland 1897, maar na degradatie van deze club uit de hoogste klasse verkasten ze naar BTuFC Union. In 1909 werd de sectie wel weer zelfstandig, maar ging in goede vriendschap weg van de club en nam uit dankbaarheid de clubkleuren over en veranderde de naam in SC Union 06 Oberschöneweide.
In 1907/08 werd de club nog vicekampioen achter BTuFC Viktoria 1889, dit werd echter gevolgd door een voorlaatste plaats. De volgende twee jaar werd de club derde.
In 1911 fuseerden de drie grootste Berlijnse bonden met elkaar tot de Brandenburgse voetbalbond. De competitie bestond in het eerste jaar uit twee reeksen van tien ploegen, waarvan enkel de top vijf zich kwalificeerde voor het volgende seizoen. Union werd samen met BTuFC Britannia 92 tweede en plaatste zich. De club speelde in de middenmoot tot uiteindelijk een degradatie volgde in 1917/18. Na één seizoen slaagde de club er wel in om terug te keren. Na enkele onbeduidende jaren werd de club in 1923/24 wel nog derde in zijn groep, hierna belandde de club weer in de middenmoot.
In 1927 fuseerde de club met BFC Vorwärts 1890 tot SpVgg Blau-Weiß 1890.

## Erelijst
Landskampioen
1905
Kampioen Berlijn
1905